# Круки
Круки́ — село в Україні, у Радивилівській міській громаді Дубенського району Рівненської області. Населення становить 234 осіб. До 2015 у складі Підзамчівської сільської ради.
Легенда розповідає, що в 1675 році під час Збаразької битви (?) п'ятдесятитисячний загін турків і татар під проводом Куреддіна від Почаївського монастиря відігнала Божа Мати з ангелами і преподобним Іовом. Вороги спочатку не повірили своїм очам і почали пускати стріли у напрямку, де стояла Цариця Небесна. Але вони ніби вдарялися об невидимий щит і поверталися на напасників. У таборі неприятеля почалися хаос і паніка. Ті, хто вцілів, почали втікати, а населення, яке об'єдналося в ополчення, почало їх переслідувати. Неподалік від Почаєва козацькі загони та ополченці наздогнали ворогів — і зав'язалася битва. Багато крові пролилося на тому місці — і ще довго круки із околиць зліталися на свою страшну трапезу.
Місце самої битви, про яке розповідають народні перекази, досі не заселене. А село, що було засновано неподалік, назвали Круками.

## Населення

### Мова
Розподіл населення за рідною мовою за даними перепису 2001 року:
| Мова       | Кількість | Відсоток |
| ---------- | --------- | -------- |
| українська | 232       | 99.15%   |
| російська  | 2         | 0.85%    |
| Усього     | 234       | 100%     |

## Історія
7 (20) листопада 1917 року, відповідно до Третього Універсалу Української Центральної Ради, увійшло до складу Української Народної Республіки.
12 червня 2020 року, відповідно до розпорядження Кабінету Міністрів України № 722-р від «Про визначення адміністративних центрів та затвердження територій територіальних громад Рівненської області», увійшло до складу Радивилівської міської громади Радивилівського району.
19 липня 2020 року, в результаті адміністративно-територіальної реформи та ліквідації Радивилівського району, село увійшло до складу Дубенського району.